# Pesquisa FAPESP
Pesquisa FAPESP é uma revista de divulgação científica brasileira publicada mensalmente pela Fundação de Amparo à Pesquisa do Estado de São Paulo, a FAPESP. 

## História
A revista Pesquisa FAPESP foi lançada em agosto de 1995, então como um informativo chamado Notícias FAPESP, distribuído gratuitamente a pesquisadores do estado de São Paulo, gestores da política nacional de Ciência e Tecnologia (C&T) e jornalistas especializados na cobertura de assuntos de C&T no Brasil. À época, o boletim era composto por apenas duas seções, Notas e Política, e se debruçava sobre assuntos vinculados diretamente à FAPESP. Aos poucos, no entanto, o formato boletim foi deixado de lado para dar espaço a reportagens mais abrangentes tratando de resultados de pesquisas financiadas pela Fundação.
Em outubro de 1999, em sua 47ª edição, a publicação passou por uma reforma em seu projeto gráfico e editorial, transformando-se em revista. Em março de 2002, começou a ser vendida em bancas e a ter assinaturas pagas. Atualmente com uma tiragem de cerca de 30 mil exemplares mensais, Pesquisa FAPESP se propõe a noticiar e discutir, de forma precisa, equilibrada e acessível, os resultados obtidos em ciência e tecnologia no Brasil e no mundo, em todos os campos do conhecimento que se destaquem por seu impacto intelectual, social ou econômico.
A publicação é comumente reconhecida por sua qualidade gráfica e editorial, pelo critério na seleção das pesquisas científicas que são o ponto de partida das reportagens e notas, pelo equilíbrio entre as áreas do conhecimento, pelo rigor da apuração das informações e qualidade dos textos, da edição e das ilustrações, sendo indispensável para aqueles interessados em acompanhar a produção científica e tecnológica no país.
Em 2002, a revista inaugurou sua página na internet, disponibilizando na íntegra, com acesso livre, todos os textos publicados na edição impressa (em versões em português, inglês e espanhol), além de edições especiais e notícias sobre ciência, tecnologia, inovação e humanidades. Ao longo dos anos, a revista passou a investir em novos tipos de conteúdo, como vídeos, galerias de foto e podcasts (Pesquisa Brasil) complementares ou não ao conteúdo publicado na edição impressa. A revista também está nas principais mídias sociais, como Facebook, Twitter e Instagram.

## Seções
A revista está estruturada em quatro editorias principais, Política de C&T, Ciência, Tecnologia e Humanidades, além das seguintes seções:
- Fotolab - Fotografias cedidas pelos pesquisadores, relacionadas ao seu trabalho. É uma forma de começar a revista com beleza e leveza, com foco na imagem;

- Boas Práticas - A seção mostra iniciativas de promoção da integridade científica em universidades, instituições de pesquisa e periódicos científicos do Brasil e do mundo, com destaque para programas de educação e treinamento de estudantes e pesquisadores. Também acompanha e noticia a discussão em torno do lançamento ou atualização de diretrizes éticas de instituições e agências de fomento, além de apresentar casos de má conduta que mobilizam a comunidade científica do país e do exterior, sempre que possível mostrando aprendizados que eles possam inspirar;

- Notas - Apresenta notas sobre estudos recentes nas áreas de ciência, tecnologia e humanidades feitos no Brasil e no mundo;

- Entrevista - Perguntas e respostas com pessoas com trajetória profissional relevante e consistente em suas respectivas áreas;

- Pesquisa Empresarial - Reportagens sobre centros de pesquisa, desenvolvimento e inovação de empresas;

- Resenhas - Descrição de livros de todas as áreas do conhecimento que sejam resultado de projetos de pesquisa;

- Memória - Trata de pesquisas, pesquisadores, instituições, eventos e fatos do passado importantes para a ciência brasileira;

- Carreiras - Mostra experiências profissionais de indivíduos que se destacaram em suas trajetórias acadêmicas ou empresariais, além de divulgar informações sobre o mercado de trabalho, novas formas de atuação e como adquirir orientação profissional.

## Ligações Externas
- Site oficial